# Полтава Олександр Адамович
Олекса́ндр Ада́мович Полта́ва — український військовик, миротворець, заступник командира взводу — командир відділення інженерно-саперної роти 60-го окремого спеціального батальйону. Загинув у місті Глина (Хорватія) під час виконання службових обов'язків, пов'язаних із миротворчою місією ООН у колишній Югославії.

## Біографія
Народився 8 серпня 1972 року в селі Прилісне Волинської області.
Брав участь у виконанні бойових завдань у складі миротворчого контингенту Збройних сил України в колишній Республіці Югославія.
18 серпня 1995 року до українського підрозділу звернулось керівництво місцевої влади міста Глина з проханням перевірити на предмет мінування території біля водонасосної станції та навколо неї.
Виконати завдання було доручено старшому сержанту Олександру Полтаві та саперу рядовому Анатолію Стовбуну. Олександр Полтава йшов першим, Анатолій Стовбун — за 10 метрів позаду. Незабаром сапери підійшли до колодязя. Для перевірки треба було відкрити чавунну покришку. Олександр, прикриваючи собою Анатолія, поволі потягнув її за ручку. Згодом пролунав вибух, сапер загинув.

## Нагороди
- Відзнака Президента України — зірка «За мужність» (1 грудня 1995, посмертно) — за особисту мужність і героїзм, виявлені під час виконання військового обов'язку[4]